# Ramón Ignacio Méndez
Ramón Ignacio Méndez de la Barta (Barinas,  31 de mayo de 1775 - Villeta, 6 de agosto de 1839) fue un arzobispo venezolano. Primer arzobispo de la época republicana. El escritor Felipe Larrazábal sintetizaba las características del Prelado: «sacerdote instruido, de un espíritu austero y fortificado; escogido luego como Aron entre las dehesas, siguiendo las huellas del rebaño, para constituirle caudillo de Israel; patriota fervoroso, escritor incomparable, ornamento del clero venezolano».

## Biografía

### Primeros años y formación
Hijo del capitán barinés Diego Méndez Traspuesto y Gertrudis de la Barta y Fernández de Toro. Tras estudiar en la escuela local, en 1790 parte al seminario Santa Rosa de Lima en Caracas, obteniendo el título de bachiller, licenciatura y maestría en Filosofía, Derecho Canónico y Civil, Teología y posteriormente Doctor en Cánones y en Derecho Civil.

### Sacerdocio
Desempeño como abogado, presbítero, cura y vicario de Barinas, provisor y vicario general de Mérida, profesor y rector del seminario San Buenaventura en Mérida. En 1810 fue diputado por Guasdualito y al año siguiente firmó el Acta de Independencia. 
Acompañó a José Antonio Páez en las guerrillas de los Llanos y fue nuevamente diputado, esta vez por Barinas, en el Congreso de Angostura de 1819 y en el de Cúcuta de 1821. Senador de la Gran Colombia entre 1823 y 1826. Defensor de los derechos de la Iglesia Católica frente al anticlericalismo de Colombia y la naciente Venezuela. Además de ser partidario del Libertador Bolívar, reconocida es su defensa del proyecto de Senado hereditario propuesto en 1819.

### Episcopado
Fue nombrado arzobispo de Caracas en 1828, sucediendo a Narciso Coll y Prat. Expulsado de Venezuela en 1830, en 1831 se declara a favor de la Revolución Integradora. Regresa al país para ser nuevamente expulsado en 1836 por política, murió exiliado en Villeta, República de Nueva Granada, en 1839. Sus restos fueron trasladados al Panteón Nacional de Venezuela en 1942. 